# Вірляна Ткач
Вірляна Ткач (англ. Virlana Tkacz; нар. 23 червня 1952, м. Ньюарк, Нью-Джерсі) — американська театральна режисерка українського походження, художня керівниця мистецької групи Яра (Yara Arts Group) при театрі Ла МаМа в Нью-Йорку, культурна діячка, письменниця, поетка, перекладачка.

## Біографія
Народилася 1952 року в Ньюарку, Нью-Джерсі. Закінчила Беннінгтон коледж у Вермонті та Колумбійський університет у Нью-Йорку, де у 1983 р. отримала ступінь магістра театрального мистецтва.

## Театральні постановки мистецької групи «Яра»
У 1990 році Вірляна разом із молодими американцями різного походження заснувала мистецьку групу «Яра» (Yara Arts Group) при експериментальному театрі Ла Мама в Нью-Йорку. Разом з Ярою вона створила понад сорок театральних постановок, які поєднують фрагменти сучасної поезії, народних пісень, міфів, легенд та історії. Вистави є експериментальними у своїх формах та сенсах; вони ґрунтуються на традиційному матеріалі, використовують відео, візуальні проєкції і різноманітний музичний супровід, досліджуючи людські стосунки із часом і свідомістю. 
З «Ярою» Вірляна створила більше тридцяти вистав на українські теми. Серед нещодавніх: «Магія Світла» (2025), «Slap!» (2019-2025) - про художника Давида Бурлюка, «Маріуполь» (2024), «Undesirable Elements: Ukraine» (2023) - документальна вистава про 5 українських еміграцій створена із Пінґ Чонґ і «Радіо 477!» (2021-2023).
З 2005 року Вірляна співпрацювала з Колядниками з Криворівні. Разом з ними Вірляна створила двомовні вистави «Коляда: Дванадцять страв» (2005) і «Тече річка» (2008), в основу яких лягла Коляда і зимові ритуали Карпат. Частину Коляд Вірляна переклала на англійську разом із Вандою Фіппс. Наступні вистави Яри створені із залученням Колядників  — «Зимове сонце» (2010), «Зимова Ніч» (2013), «Зимове світло» (2014) і «Коляда на Марсі» (2019) —  відбулися на великій сцені театру Ла МаМа в Нью-Йорку.  Друга частина цих вистав мала за основу вертеп Галагана 18ст. Фінальні частини вистав залучали акторів Яри різного походження, які співали зимові пісні своїх культур і всією міжнародною спільнотою святкували Коляду у Іст Вілледж у Нью-Йорку. Вірляна також організувала більше 130-ти подій і концертів у США і Канаді, на яких Колядники з Криворівні співали пісні Карпат під акомпанемент своїх традиційних інструментів. Вперше Вірляна записала Коляду в Криворівні у 2003 році, а у 2014 Яра мистецька група видала двомовну книжку «Тече річка/Still the River Flows», яка містить двомовні тексти Коляд та фото Александра Хантаєва.
«Яра» створила серію вистав, в основу яких лягла поезія Олега Лишеги: «Лебідь» (2003), «Ворон» (2011) і «Міст снів» (2012). Вистава «Ворон» була створена разом із митцями з Америки та України за однойменною поезією Олега Лишеги, переклад якої Вірляна Ткач здійснила у співпраці з Вандою Фіппс. Творчість Олега Лишеги здобула у США високу оцінку. У 2022 році видання Lost Horse Press видало збірку перекладів поезій Лишеги «Dream Bridge» («Міст снів»), здійснених Вірляною Ткач і Вандою Фіпс.
Вірляна також створила шість вистав, заснованих на бурятських легендах: «Віртуальні Душі» (1996-97), «Летить біла птиця» (1998-99), «Коло» (2000), «Обо: наш шаманізм» (2001), «Вий» (2002) та «Сестра Воїна» (2004). Вистави ставилися у Ла МаМі у Нью-Йорку і в Бурятському державному академічному театрі драми в Улан-Уде. Одна з вистав ішла в театрі більше трьохсот разів. У 2006 р. Вірляна почала співпрацю із театром Сахна в Кирґизстані та поставила «Джанил» (2007) та «Ер Тоштук» (2009) на основі кирґизських епосів. Кирґизькі актори також брали участь у виставі «Скіфські камені» (2010) із Ніною Матвієнко і «Міст Снів» (2012), в основу якої лягли вірші Олега Лишеги, перекладені для акторів на кирґизьку мову.
Серед інших вистав «Яри»: «Повернення тубільця» з відео-художницею Кит Фіцджералд (1988, Нью-Йорк, Ріо-де-Женейро та Амстердам), «Вівтар самому собі» Ірединського, за яку Вірляна отримала грант для талановитих молодих режисерів від Джером Фундації, та «Містерія кохання» Секу Сундіата (1991). 
Також над кількома виставами Вірляна працювала із корінними народами США.
Вірляна заснувала та проводила театральні майстерки зі студентами при університеті Гарвард на літніх щорічних курсах у 1988-1998 роках, а також творчі майстерки у театральних інститутах у Києві та Харкові, в Києво-Могилянській Академії, в Нью-Йоркському університеті, університеті Пенн-Стейт, Бакнел, Вінніпезі, Торонто, Бишкеку, Улан-Баторі та Улан-Уде. Восени 2002 року вона отримала стипендію ім. Фулбрайта та викладала історію театру в Театральному Інституті ім. Карпенка-Карого у Києві, весною 2008 року викладала театр у Театральному Інституті у Бишкеку, та у 2015—2016 роках у Національному центрі театрального мистецтва ім. Леся Курбаса у Києві.

## Переклади
З 1989 року Вірляна перекладає українську поезію разом із Вандою Фіппс, за що вони отримали нагороду журналу «Аґні» та гранти від New York State Council on the Arts. Вони переклали збірку Павла Тичини «Замість сонетів і октав». Також перекладають сучасних українських поетів. Серед них: Олег Лишега, Віктор Неборак, Людмила Таран, Оксана Забужко, Наталка Білоцерківець, Катерина Бабкіна та Сергій Жадан. Ці переклади друкуються в американських літературних журналах і антологіях. 30 перекладів уміщено до антології української поезії XX століття, «Сто років юності». Книга «В Іншому Світлі» — це антологія української літератури в англомовних перекладах Вірляни Ткач і Ванди Фіппс та в театральних дійствах мистецької групи «Яра», що видана Львівським видавництвом Срібне Слово у 2008 та містить всі їхні переклади з української мови до 2002 року. За переклад «Лісової пісні» вони отримали National Theatre Translation Fund Award. В 2005 р. Вірляна Ткач отримала одну з найпрестижніших нагород для перекладача від федерального уряду — National Endowment for the Arts Literary Translation Fellowship — за переклади поезії Сергія Жадана.
З 1996 року Ткач і Фіппс також перекладали бурятську поезію та шаманські замовляння разом з Саяном Жамбаловим. За переклад шаманських замовлянь вони одержали Witter Bynner Foundation for Poetry Translation Award. В 2002 видавництво Parabola Books видало їхню книгу «Шанар: Ритуал посвяти шамана» із 175 кольоровими фотографіями бурятського фотографа Александра Хантаєава. Ця книжка здобула Ben Franklin Award. У 2015 р. вона була перевидана під заголовком «Сибірський шаманізм» та у 2017 році вийшла у французькому перекладі. Вірляна та Ванда перекладають киргизькі епоси з Розою Мукашевою. Їх переклад епосу «Жанил Мирза» про жінку воїна з XVII століття, та «Ер Тоштук» стали основами постановок Яри.
Вірляна також перекладала поезію українською мовою разом з Оксаною Батюк. Їхні переклади друкувалися в журналах «Світо-вид» та «Кур'єр Кривбасу». Власні вірші Вірляни друкувалися в американських журналах «Аґні Ревю» та «Фен», а також в українських журналах «Сучасність» та «Березіль».
У 2022 році вийшла збірка її власних віршів англійською мовою ''Три дерев'яні скрині''.

## Музейні Виставки
У 2017 і 2018 році разом із Тетяною Руденко і Вальдемартом Клюзком, Вірляна провела низку музейних виставок про Леся Курбаса: «Курбас у Києві», лютий-жовтень 2017 у Музеї театру, музики і кіно у Києві, «Курбас у Харкові» у Центрі ім. Єрмілова у Харкові і «Курбас: Нові Світи» у Мистецькому Арсеналі. Каталог до цієї виставки можна переглянути тут. 
У 2020-2023 році Яра співпрацювала з Bliss on Bliss and the Poets of Queens, разом з якими було створено виставку «Threads». У листопаді 2022 року Яра презентувала «Маріуполь» — виставку фото і відео Євгенія Малолєтки і Мстислава Чернова у Howl Arts Gallery в Нью-Йорку. 

## Театрознавчі праці
Вірляна Ткач — одна із засновників Міжнародного товариства Леся Курбаса. Вона також є автором театрознавчих праць: «Золотий дисонанс: поетичні образи Павла Тичини в «„Народному Малахії“ Миколи Куліша», «Народження режисера Леся Курбаса і його перший сезон в Молодому театрі» (1987), «Лесь Курбас і актори мистецького об'єднання „Березіль“ в Києві» (1988), «Лесь Курбас уживає мови фільму в постановках „Джіммі Гиґґинз“ та „Макбет“» (1990), «Час та перетворення у постановці Леся Курбаса „Джіммі Гиґґинз“» (2002) та «Лесь Курбас: Перші постановки у Березолі» (2003). Її спогади про Йосифа Гірняка друкувалися в газеті «Культура і життя» в травні 1995. Разом з Іриною Макарик вона зредагувавала монументальну книгу статей «Модернізм у Києві», яку видало видавництво університету Торонто у 2010.

## Нагороди
У 2007 році Вірляна отримала звання Заслуженої артистки України.
У 2009 році Вірляна отримала Орден княгині Ольги ІІІ ступеня.
У 2023 році Яра мистецька група, яку очолює Вірляна Ткач, отримала нагороду Village Award за те, що 33 роки надавали голос та освітлювали малознані Заходу культури від України до Далекого Сходу і далі.

## Вистави мистецької групи «Яра»
2025 Магія Світла

2019-2025 Slap! 

2024 Маріуполь

2023 Undesirable Elements: Ukraine 

2021-2023 Радіо 477!

2021 Тисяча сонць

2021 Віртуальна Лісова пісня 

2019 Опера ҐАЗ

2019 Коляда на Марсі 

2018 Під крилом ластівки 

2017 1917/2017: Тичина, Жадан і собаки 

2014-2016 Темна ніч, ясні зорі

2015 До кам'яного дна

2014 Зимове світло

2014 Глибинні мрії

2014 Капітан Джон Сміт їде в Україну 

2013 Вогонь, Вода, Ніч

2013 Зимова ніч 

2012 Міст снів

2011 Ворон

2010 Зимове сонце 

2010 Скіфські камені

2009 Ер Тоштук

2008 Тече річка

2007 Джанил

2005 Коляда: Дванадцять страв

2004 Сестра воїна

2003 Лебідь

2002 Вий

2002 Купала

2001 Обо: наш шаманізм

2000 Співуче дерево

2002 Коло

1997-98 Летить біла птиця

1996-97 Віртуальні душі

1995 Водоспад/Відблиски

1994 Яра Лісова пісня

1993 Сліпий Зір

1992 Вибухи

1990-91 Світло зі сходу/У світлі
Більше інфорцмаії про мистецьку групу «Яра» та відео з вистав див. Yara Arts Group